# NXT TakeOver
NXT TakeOver este un eveniment de wrestling organizat de federația WWE. Este în exclusivitate a mărcii NXT.

## Rezultate

### NXT TakeOver
NXT TakeOver a avut loc pe data de 29 mai 2014, evenimentul fiind gazduit de Full Sail University din Winter Park, Florida.
- Dark match: Bayley a învins-o pe Sasha Banks
  - Bayley a numărat-o pe Banks.
- Adam Rose l-a învins pe Camacho (6:20)
  - Rose l-a numărat pe Camacho după un «Party Foul».
- The Ascension (Konnor & Viktor) i-au învins pe El Local & Kalisto păstrându-și campionatele NXT Tag Team Championship (6:23)
  - Konnor l-a numărat pe El Local după un «Fall of Man».
- Tyler Breeze l-a învins pe Sami Zayn câștigând o șansă pentru campionatul NXT Championship (15:59)
  - Breeze l-a numărat pe Zayn după un «Beauty Shot».
- Charlotte Flair (însoțită de Ric Flair) a învins-o pe Natalya (însoțită de Bret Hart) câștigând campionatul vacant NXT Women's Championship (17:25)
  - Charlotte a numărat-o pe Natalya după un «Bow Down to the Queen».
- Adrian Neville l-a învins pe Tyson Kidd păstrându-și campionatul NXT Championship (21:00)
  - Neville l-a numărat pe Kidd după un «Red Arrow».